# ТОР «Тольятти»
Территория опережающего развития «Тольятти» (ТОСЭР, ТОР «Тольятти») — экономическая зона со льготными налоговыми условиями, упрощёнными административными процедурами и другими привилегиями, созданная для привлечения инвестиций, ускоренного развития экономики и улучшения жизни населения, расположенная на территории городского округа Тольятти. Создана постановлением правительства РФ 28 сентября 2016 года сроком на 10 лет с возможностью продления ещё на 5 лет.

## Предыстория
Бо́льшая часть населения города Тольятти исторически была тесно связана с производством на «АвтоВАЗе» и его поставщиках. Кризис в российском автомобилестроении в 2000—2010-х годах привёл к тому, что в городе сложилась сложная социально-экономическая обстановка: за 2014—2015 год число безработных в городе выросло в 3 раза, индекс промышленного производства составил 91 % в 2015 году и 83,1 % в первой половине 2016 года, оборот розничной торговли снизился на 28,8 % в 2015 году и ещё 3,6 % в первой половине 2016 года, миграционный отток населения составил 7,2 тысячи человек только за 2015 год, и ещё 31 % жителей высказывало желание уехать из города.
Ранее руководство города, области и государства уже предприняло ряд мер по улучшению ситуации в городе. В 2009 году Тольятти получил статус моногорода, став крупнейшим населённым пунктом с подобным статусом в стране. В рамках государственной поддержки экономики города появились в Тольятти появился ряд инвестиционных площадок различного уровня, масштаба и назначения, направленные на уход города от монозависимости:
- особая экономическая зона промышленно-производственного типа «Тольятти» — инфраструктурная площадка для реализации крупных инвестиционных проектов в области промышленного производства.
- индустриальный парк «Тольяттисинтез» — специализированная инфраструктурная площадка для реализации инвестиционных проектов в области химического и прочих производств.
- технопарк в сфере высоких технологий «Жигулёвская долина» — инфраструктурная площадка для реализации проектов в сфере инноваций и высоких технологий, призванная обеспечить условия для быстрого роста и коммерциализации проектов с высокой интеллектуальной составляющей

Однако, по заявлению председателя правительства Самарской области А. Нефёдова, по итогам 2015 года предпринимаемые меры по диверсификации экономики города существенного эффекта не дали.

## Создание ТОР
В конце 2014 года был принят федеральный закон «О территориях опережающего социально-экономического развития в Российской Федерации», а летом 2015 года его действие было расширено на территории моногородов. Осенью 2015 года мэрия Тольятти представила проект создания подобной зоны — территории опережающего социально-экономического развития (ТОСЭР, ТОР) и в Тольятти. Предполагалось, что создание ТОР повысит инвестиционную привлекательность Тольятти, позволит получить дополнительные налоговые поступления в городской бюджет, создаст новые рабочие места, снизив тем самым социальную напряжённость в городе.
Тольятти был отнесён к моногородам второй категории, где имеются «риски ухудшения социально-экономического положения», а такой статус не позволял городу получить статус территории опережающего социально-экономического развития и использовать для развития ресурсы некоммерческой организации «Фонд развития моногородов», в чью компетенцию входит финансирование новых инвестиционных проектов и софинансирование инженерной инфраструктуры, необходимой для реализации новых инвестиционных проектов.
Для возможности такого сотрудничества губернатора Самарской области Николай Меркушкин в октябре 2015 года обратился к председателю правительства РФ Дмитрию Медведеву с просьбой изменить статус Тольятти, отнеся его к первой категории моногородов: с наиболее сложным социально-экономическим положением. Вскоре последовало соответствующее распоряжение правительства РФ.
Мэрия Тольятти объявила о начале активной работы по подготовке заявки на создание ТОСЭР. Также указывались предварительные требования к резидентам ТОСЭР и налоговые льготы для них. Предполагалось, что реализация проекта позволит в течение первых 2-3 лет создать около 5 тысяч рабочих мест. В то же время эксперты, анализируя ранее поданные заявки на присвоение статуса ТОР, когда из 16 поданных заявлений прошло отбор лишь 4, отмечали, что шансы Тольятти на получение нового статуса «не выглядят предпочтительными», указывая, что в городе, помимо АвтоВАЗа, есть и другие достаточно крупные предприятия, например «Тольяттиазот», и в целом ситуация не такая тяжёлая, как в других местах.
При поддержке полномочного представителя Президента Российской Федерии в Приволжском федеральном округе Михаила Бабича заявка правительства Самарской области на создание ТОР «Тольятти» была рассмотрена во внеочередном порядке и 18 марта 2016 года утверждена специальной комиссией Министерства экономического развития РФ.
В начале апреля 2016 года мэрия Тольятти сообщила о предварительном отборе около 50 проектов в области производства светотехнических изделий, инновационных систем пожаробезопасности, мебельного, фармацевтического, химического и металлургического производства, изготовления полимерной продукции, производства строительных материалов, которые могут быть реализованы при условии создания ТОР. По оценкам руководителя департамента экономического развития мэрии Тольятти Дмитрия Богданова создание ТОСЭР позволит за 10 лет его существования создать более 20 тысяч рабочих мест. Также было объявлено об определённом эффекте от работы в городе похожих инвестиционных проектов: ОЭЗ и технопарка. По итогам 2015 года объём инвестиций в Тольятти вырос на 31 % относительно 2014 года при падении объёма инвестиций по Самарской области в целом.
18 апреля 2016 года в Москве было заключено генеральное соглашение о сотрудничестве по развитию Тольятти между правительством Самарской области и Фондом развития моногородов. В целях реализации этого соглашения была создана рабочая группа по подготовке заявки на софинансирование расходов Самарской области и Тольятти на строительство и реконструкцию объектов инфраструктуры, необходимых для реализации новых инвестиционных проектов под председательством первого вице-губернатора — председателя Правительства Самарской области А. П. Нефёдова.
В мае 2016 года мэр Тольятти Сергей Андреев с целью изучения опыта создания ТОР посетил Набережные Челны — первый город в Приволжском федеральном округе, получивший такой статус 28 января 2016 года. В ходе визита два города подписали соглашение о партнёрстве.
Обязательным условием присвоению Тольятти статуса ТОР являлось прохождение городскими менеджерами специального курса обучения в московской школе управления «Сколково», в ходе которого требовалось предложить программу развития, продемонстрировать стратегию диверсификации экономики города. 26 сентября 2016 года управленческая команда Тольятти успешно защитила перед экспертной комиссией под председательством первого заместителя председателя правительства Российской Федерации Шувалова И. И. разработанную программу. 6 октября 2016 года разработанная программа развития была представлена городскому сообществу Тольятти.
28 сентября 2016 года председателем правительства Российской Федерации Дмитрием Медведевым было подписано постановление о присвоении Тольятти статуса территории опережающего социально-экономического развития, в котором были определены границы ТОР «Тольятти», виды допустимой экономической деятельности, минимальный объём капитальных вложений резидентов и минимальное количество создаваемых ими новых постоянных рабочих мест.
На заседании президиума Совета при президенте РФ по модернизации экономики и инновационному развитию России Дмитрий Медведев заявил:
Надеюсь, это будет способствовать привлечению в город инвесторов, строительство нового бизнеса, в том числе инновационного бизнеса. Рассчитываем, что в ближайшие три года там появится порядка 12 тысяч новых рабочих мест, в том числе на малых и средних предприятиях, увеличатся налоговые поступления. Также рассчитываем, что это позволит оздоровить экономику города и, в конечном счёте, будет способствовать преодолению кризиса монозависимости.

Губернатор Самарской области Н. Меркушкин, комментируя постановление правительства заявил, что получение статуса ТОР имеет колоссальное значение не только для Тольятти, но и для всей области: «В Тольятти сконцентрировано много квалифицированных специалистов, которые теперь будут обеспечены высокооплачиваемыми рабочими местами. Это принесет большую пользу для всего региона. Прежде всего, увеличатся поступления в областной бюджет. Кроме того, новые предприятия будут кооперироваться с компаниями из Самары, Новокуйбышевска, Сызрани. Это даст определённый синергетический эффект для всей промышленности губернии».
По заявлению мэра города Сергея Андреева:
«Мы будем обладать всем набором инструментов, которые готовы предоставить федеральное и региональное правительства для развития экономики города: это и особая экономическая зона для крупных производственных проектов, и технопарк „Жигулёвская долина“ для инноваций, и территория опережающего развития, где сконцентрировано в основном всё, что связано со средним бизнесом».

Процедура получения статуса резидента была установлена правительством Самарской области в конце ноября. Как и предполагалось ранее, она является весьма упрощённой и ускоренной, с принципом «одно окно» и минимальным присутствием заявителя.
На конец 2016 года в прогнозах о результатах деятельности ТОР Тольятти указывалось, что в ближайшие два года общее количество новых рабочих мест составит более 10,3 тысячи, с дальнейшим ростом до 24,3 тыс. к 2020 году и 44 тысяч к 2025. Общий объём инвестиций по тем же прогнозам может достичь 151,5 млрд рублей

## Организационная структура
За деятельность и развитие ТОР Тольятти отвечает ряд административных структур. Администрация г.о. Тольятти занимается координацией деятельности ТОР, осуществляет первоначальную оценку заявок потенциальных резидентов, содействует им в реализации их инвестиционных проектов, а также контролирует соблюдение ограничений. Созданная при правительстве Самарской области межведомственная комиссия принимает решение о возможности заключения соглашения на осуществление деятельности на территории опережающего развития «Тольятти». Министерство экономического развития, инвестиций и торговли Самарской области занимается взаимодействием с федеральными органами власти и подготовкой нормативных правовых актов, необходимых для нормального функционирования территории опережающего развития
По мнению вице-губернатора — министра экономического развития, инвестиций и торговли Самарской области Александра Кобенко, основными показателями для оценки эффективности работы ТОР являются объём вложенных инвестиций и количество созданных рабочих мест.

## Особенности правового режима ТОР
Статус ТОР присваивается на 10 лет с возможностью продления ещё на 5 лет. В отличие от особой экономической зоны резиденты ТОР не привязаны к общей производственной площадке, заявку на получение статуса также могут подать уже действующие предприятия, расположенные в любом месте города.
Резиденты ТОР «Тольятти» получают определённые льготы в налогообложении:
- налог на прибыль (федеральная часть) сокращается с 2 % (3 % в 2017—2020 годах[30]) до 0 % на протяжении первых 5 лет;
- налог на прибыль (региональная часть) сокращается с 18 % (17 % в 2017—2020 годах[30]) до 2 % на протяжении 5 лет и до 10 % в последующие года;
- полностью отменяются выплаты по налогу на имущество (2,2 %) и на землю (1,5 %)[15][29]

Также для организаций, ставших резидентами ТОР в течение первых трех лет её существования, предусмотрено существенное сокращение страховых выплат с 30 % до 7,6 %.  Для резидентов предусмотрен облегчённый порядок проведения государственного и муниципального контроля.
Наряду со льготами к резидентам предъявляются определённые требования и накладываются некоторые ограничения: регистрация и осуществление деятельности должно вестись только на территории ТОР. Новые организации должны создать не менее 20 рабочих мест в течение первого года работы, а уже действующие — удвоить число рабочих мест, при этом иностранцами могут быть не более 25 % сотрудников. Также установлены минимальные объёмы к капитальным вложениям в проект — 20 млн рублей, из них 5 млн рублей в течение первого года .
Кроме того, установлены отраслевые ограничения. Резидентами ТОР не могут быть предприятия, занимающиеся производством легковых автомобилей, подакцизных товаров, нефтепродуктов, а также торговлей и операциями с недвижимостью. Статус резидента не предоставляется: некоммерческим организациям, банкам, страховым организациям, негосударственным пенсионным фондам, профессиональным участникам рынка ценных бумаг, физическим лицам.
Также компании — резиденты ТОР «Тольятти», в рамках своего инвестиционного проекта не должны опираться на заключение контрактов с градообразующим предприятием: ПАО «АВТОВАЗ» и его дочерними организациями, а также получать выручку от реализации товаров градообразующего предприятия или оказания ему услуг в объёме свыше 50 % от всей выручки в результате реализации проекта. Подобные ограничения были наложены правительством Самарской области с целью максимально диверсифицировать экономику города и уйти от монозависимости.

## Отзывы
Эксперты, комментируя заявления мэрии отметили, что экономику города и региона в целом настоятельно необходимо диверсифицировать, и создание ТОР направлено именно на решение этой задачи. ТОР будет способствовать улучшению деловой активности и «уже в краткосрочной перспективе приведёт к улучшению ситуации с точки зрения безработицы», хотя заявленная цель в 24 тысячи рабочих мест, примерно соответствующая числу работников «АвтоВАЗА», сокращенных за несколько лет, была оценена как «оптимистическая», а её выполнение — достаточно сложная задача.
По прогнозам специалистов наибольший интерес проект ТОР должен вызвать у производителей продукции в области импортозамещения (фармацевтика и мебельное производство), а также у экспортоориентированных производителей (производство полимеров, а также металлургическое и фармацевтическое производства)